# Mýto pod Ďumbierom
Mýto pod Ďumbierom – wieś (obec) na Słowacji położona w kraju bańskobystrzyckim, w powiecie Brezno. Znajduje się w Niżnych Tatrach, na dnie doliny Štiavnička. Przez wieś biegnie droga krajowa nr 72 z Podbrezovej w dolinie górnego Hronu do Liptowskiego Gródka na Liptowie.

## Zarys historii i demografia
Pierwsze wzmianki o miejscowości pochodzą z 1696 roku. Według danych z dnia 31 grudnia 2012 roku, wieś zamieszkiwało 518 osób, w tym 259 kobiet i 259 mężczyzn.

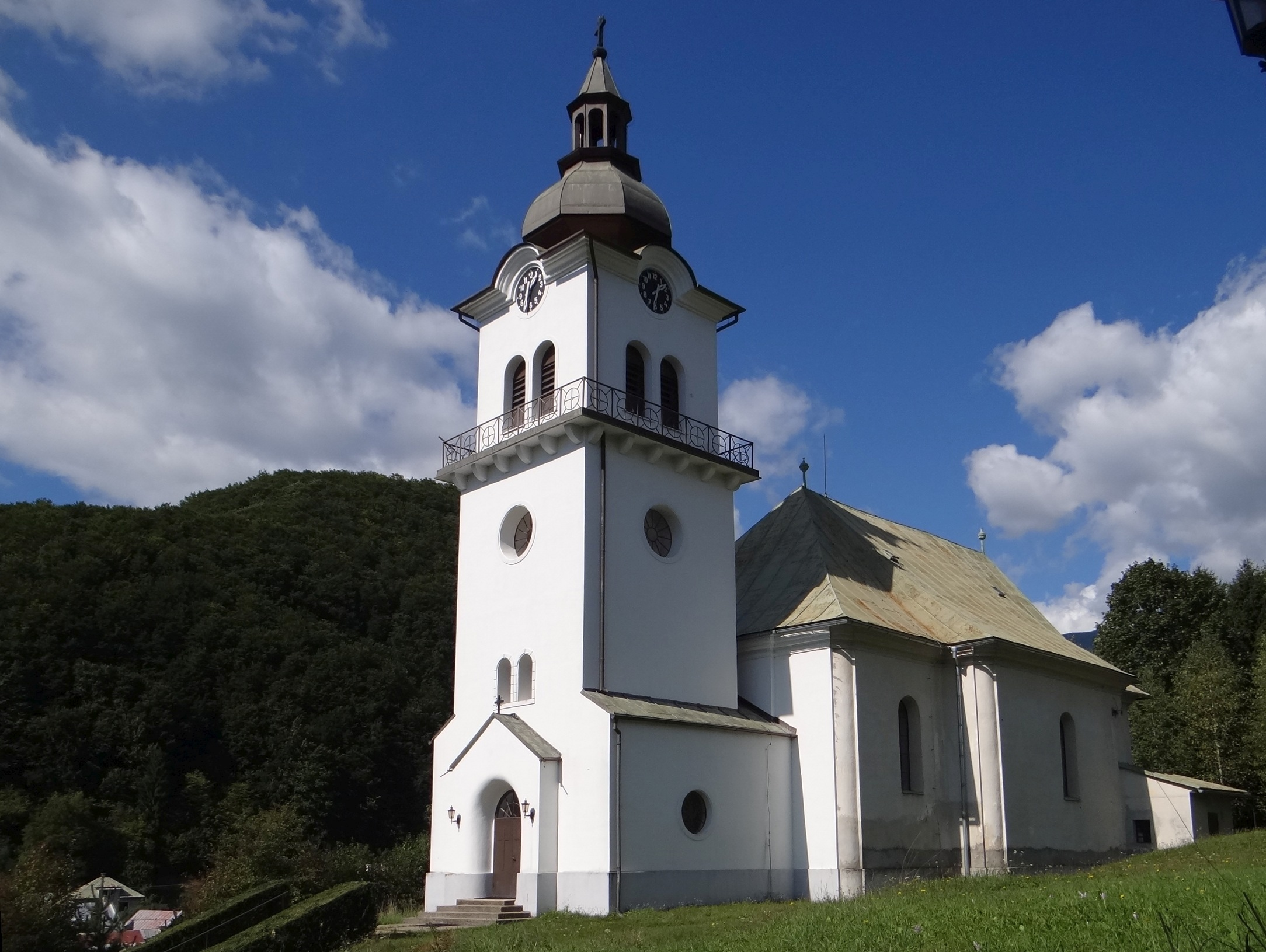
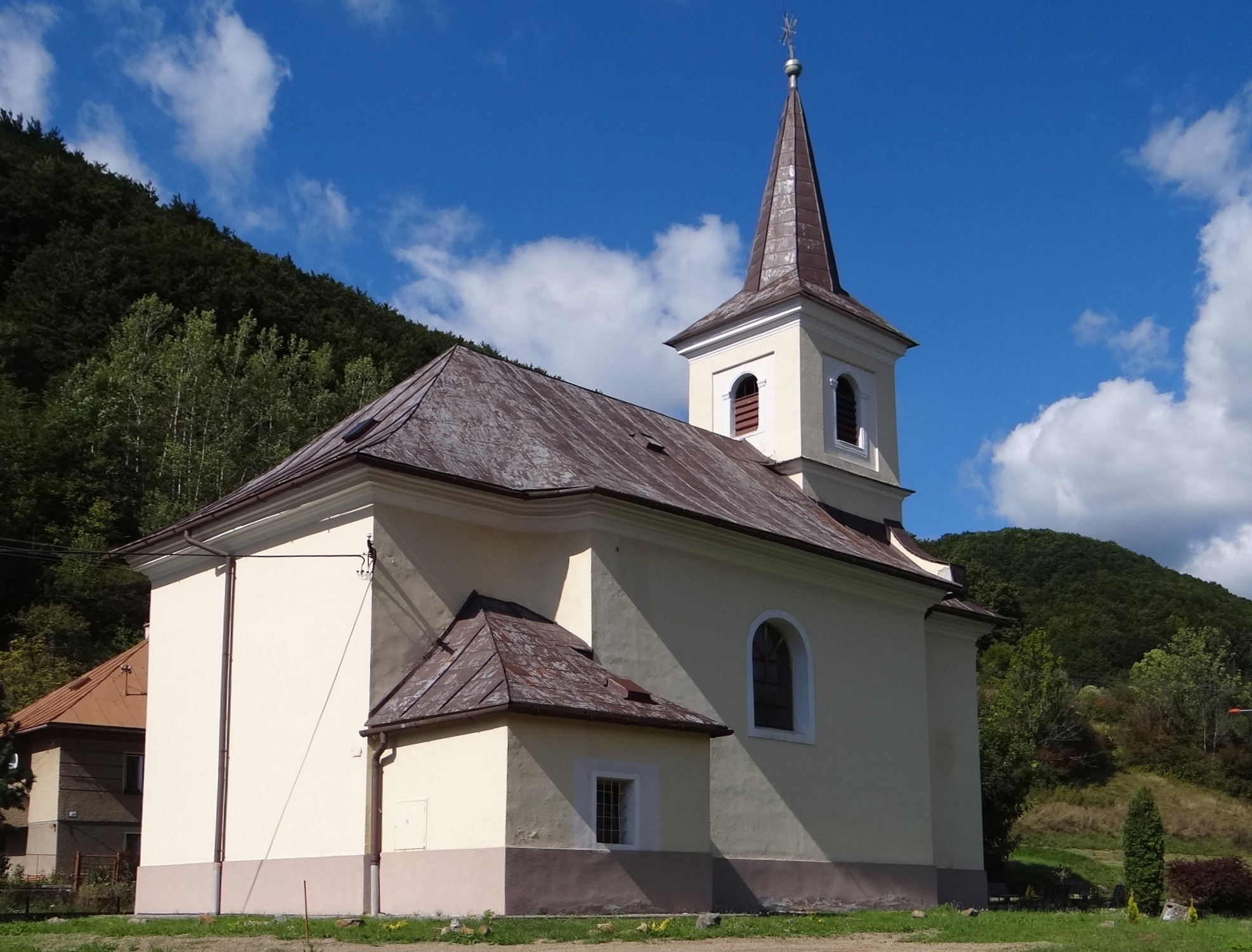
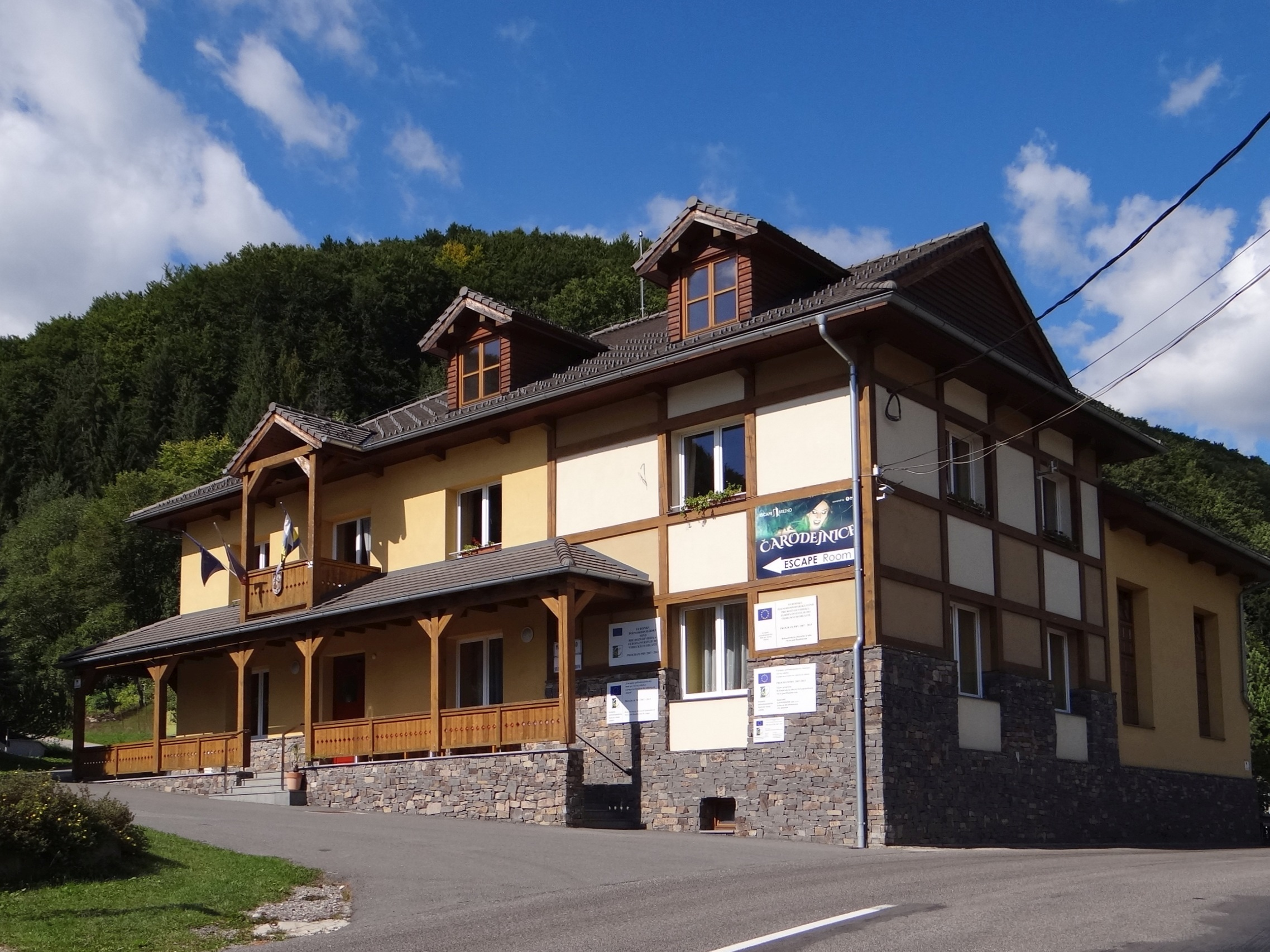
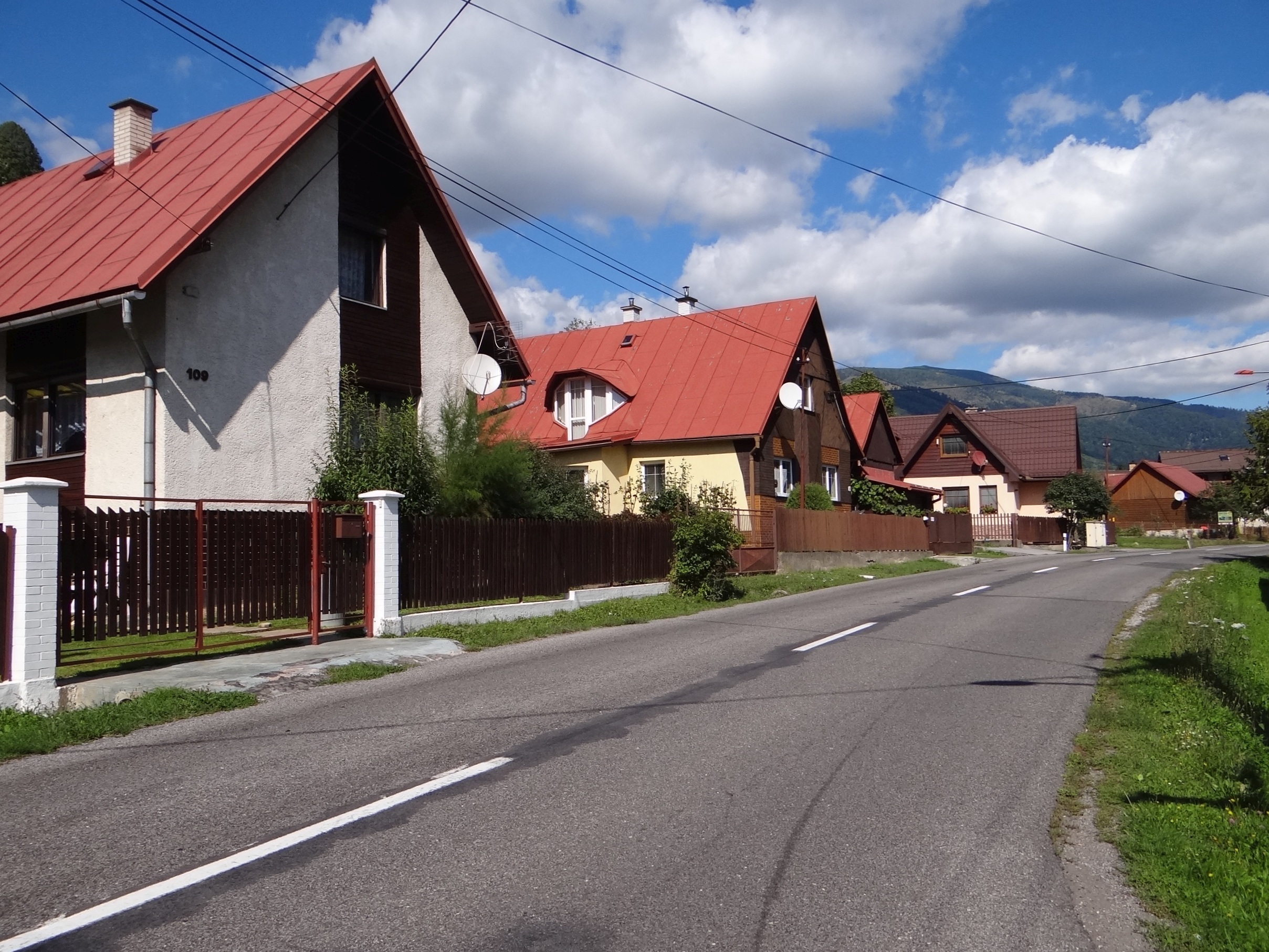
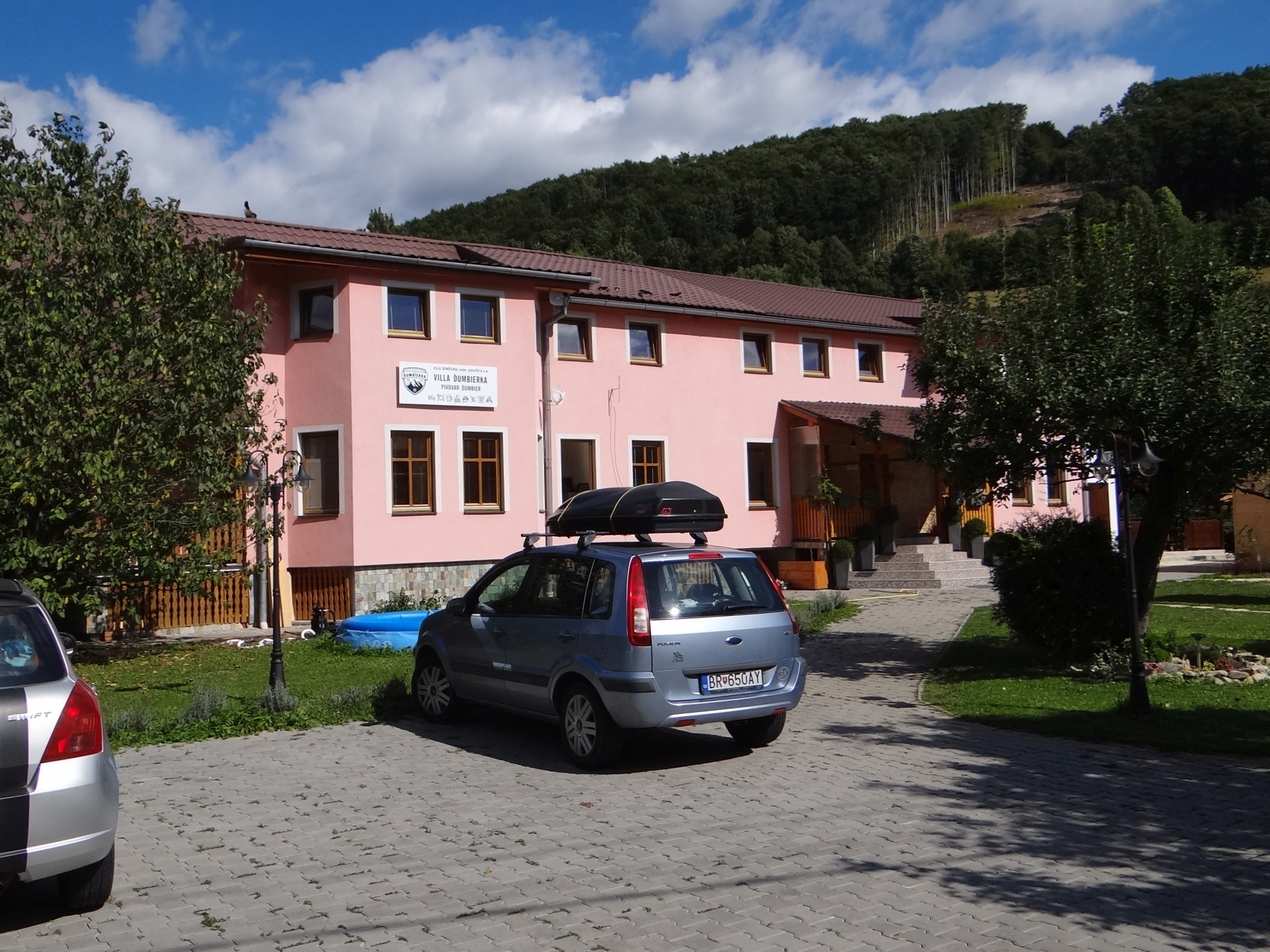

W 2001 roku rozkład populacji względem narodowości i przynależności etnicznej wyglądał następująco:
- Słowacy – 98,38%
- Czesi – 0,54%
- Polacy – 0,18%
- Rusini – 0,36%
- Ukraińcy – 0,54%

Ze względu na wyznawaną religię struktura mieszkańców kształtowała się w 2001 roku następująco:
- Katolicy rzymscy – 49,46%
- Ewangelicy – 32,01%
- Prawosławni – 1,26%
- Husyci – 0,18%
- Ateiści – 16,37%
- Nie podano – 0,18%